# Tabanovići
Tabanovići (Servisch cyrillisch Табановићи) is een plaats in de Servische gemeente Požega. De plaats telt 137 inwoners (2002).